# Metodologija literarne vede
Metodologija literarne vede ali literarnovedna metodologija je področje literarne vede oz. znanosti, ki se ukvarja z metodami oz. načini, kako posamezne teoretske ali zgodovinske smeri literarne vede obravnavajo literaturo. 

## Zgodovina
Kot samostojno poglavje literarne vede obstaja šele nekaj desetletij, v bistvu pa se z metodami preučevanja literature ukvarjajo že od romantike dalje. Literarna veda se svojega predmeta loteva na štiri možne načine: s sholastičnimi (hermenevtičnimi), historičnimi, empiričnimi in ožje znanstvenimi metodami (gl. scholarly method (angleško)). 
Sredi 19. stoletja se je pojavila v okviru  nacionalnih filologij kot filozofija (pozitivizma), konec 19. stoletja pa v okviru dialektično-materialistične metode. Na prelomu 19. in 20. stoletja je bila v ospredju duhovnozgodovinska metoda.

### Razvoj
V prvi polovici 20. stoletja so osnovo za moderne metode litrarne vede predstavljale tri teoretske podlage. To so Saussurovo jezikoslovje, Husserlova fenomenologija in Freudova psihoanaliza. Janko Kos pozna tri tipe metod: 
- formalnologične (aksiomatična, deduktivna, induktivna, analitična, sintetična itn.),
- znanstvene (psihološka, psihoanalitična, matematična, historična, lingvistična itn.),
- filozofske (pozitivistična, duhovnozgodovinska, historičnomaterialistična, fenomenološka, eksistencialistična, strukturalistična itn.).

Metode se delijo glede na to, ali se pri obravnavi posvečajo predvsem avtorju, delu ali njegovem sprejemu. Delijo se na:
- metode, ki se posvečajo predvsem momentu proizvodnje ali produkcije dela, okoliščinam njegovega nastanka (avtorju, okolju, rasi, dednosti, družbi, zgodovini itn.); te metode sestavljajo prvo metodološko paradigmo;
- metode, ki se posvečajo predvsem samemu delu, njegovemu avtonomnemu pomenu in sestavljenosti; pri teh gre za drugo metodološko paradigmo;
- metode, ki se osredotočajo na moment sprejema oziroma recepcije dela; tu gre za tretjo metodološko paradigmo.

## Tradicionalne in moderne metode literarne vede
Tradicionalne metode literarne vede so metode prve paradigme (pozitivistična metoda, duhovnozgodovinska metoda, marksistična metoda, sociološka metoda, freudovsko psihoanalitska metoda itn.) in se ukvarjajo predvsem z okoliščinami nastanka dela.
Metode druge in tretje paradigme pa so moderne, s tem, da so se najprej pojavile metode druge paradigme (fenomenološka metoda, imanentna interpretacija, ruski formalizem, nova kritika, strukturalizem, itn.), zatem pa tiste iz tretje (recepcijska estetika, teorija bralčevega odziva, poststrukturalizem, socialnozgodovinska, kulturnozgodovinska, bibliografska, medijska teorija, ekokritika in nova kritika).
Ta delitev je ustrezna, vsaj kar se tiče prvih dveh paradigem, problem pa nastane pri tretji metodološki paradigmi, ki sicer pomeni premik glede na prvi dve, saj preusmeri pozornost na sprejemanje dela, ki je bilo prej zapostavljeno. Tretja paradigma spada v območje metodološkega pluralizma, ki pomeni spoznanje, da literature ni mogoče zajeti v celoti zgolj z eno metodo in da je potrebno pozornost posvečati vsem elementom literature (produkciji, delu,recepciji). Metodološki pluralizem je zato glavna značilnost večine novejših usmeritev v literarni vedi, denimo novega historizma, kulturnega materializma, feministične literarne vede in še nekaterih drugih.

## Glavne smeri in predstavniki
- Fenomenologija in literarna veda: Edmund Husserl, Roman Ingarden, Martin Heidegger, imanentna interpretacija.
- Psihoanaliza in literarna veda: Sigmund Freud, Jacques Lacan, Slavoj Žižek.
- Lingvistični temelji formalizma in strukturalizma: Ferdinand de Saussure.
- Recepcijska estetika: Hans-Georg Gadamer, Hans-Robert Jauß, Wolfgang Iser.
- Nova kritika: Thomas Stearns Eliot, Ivory Armstrong Richards, nova kritika v ZDA.
- Dekonstrukcija: Jacques Derrida, Paul de Man.